# Tropidophis hendersoni
Tropidophis hendersoni är en kräldjursart som beskrevs av den amerikanske herpetologen Stephen Blair Hedges och den kubanske herpetologen Orlando H. Garrido 2002. Tropidophis hendersoni är en orm som ingår i släktet Tropidophis, och familjen Tropidophiidae. IUCN kategoriserar arten globalt som akut hotad. Inga underarter finns listade i Catalogue of Life.

## Utbredning
T. hendersoni är en art som är endemisk på Kuba, där den finns på östra sidan av ön, i Holguin-provinsen.